# Shortbus
Shortbus je americký hraný film z roku 2006. Je po snímku Hedwig a Angry Inch druhým autorským filmem režiséra Johna Camerona Mitchella, předního pokračovatele New Queer Cinema, který k němu také ve spolupráci s jednotlivými herci napsal scénář. Snímek měl světovou premiéru na Mezinárodním filmovém festivalu v Cannes dne 20. května 2006.

## Povaha filmu
Název Shortbus odkazuje na školní minibus, užívaný v USA pro studenty zvláštních škol, duševně či fyzicky znevýhodněné. Odtud se slangově používá jako hanlivé označení pro cestující takového autobusu, podobně jako „retard“ aj. Režisér Mitchell takto pojmenoval týdenní privátní salón či klub, v němž se propojují dráhy hlavních hrdinů a hrdinek filmu. Jako pracovní název filmu byl uváděn také The Sex Film Project.
Lucia Kajánková jej v magazínu Cinepur popsala jako „meta-dokumentární sexuálně explicitní experiment“. Diskuse vzbudilo množství explicitního vyobrazení sexu a otevřenost, s jakou film přistupuje k různým, i netradičním formám sexuality. Film obsahuje scény s nesimulovaným sexuálním stykem s viditelnou penetrací a mužskou ejakulací.
Podle autora však sex ve filmu nemá za cíl divákovo vzrušení, což jej odlišuje od pornografie. „Sex je zde spojen s pocity, myšlenkami, politikou, humorem, radostí, jako v běžném životě.“ Radim Habartík z české distribuční společnosti Aerofilms k tomu uvedl, že „(Mitchell) přišel s docela obyčejným příběhem o docela obyčejných lidských pocitech, kterým se při všem tom hledání toho pravého nebo té pravé prostě nevyhnete. Jen ten věčný příběh interpretuje po svém, to je celé.“
Vojtěch Rynda v recenzi filmu pro magazín Cinema uvedl, že „stejným způsobem, jakým odhalují svá těla, tu postavy (...) odkrývají i svá nitra a ukazují se být úplně obyčejnými lidmi odvedle. Shortbus (...) se tak nakonec stává bolestně trefným portrétem tápajících bytostí a svědectvím o křehkosti jejich duší. Jen je tu víc ztopořených penisů, než jsme v tomhle žánru zvyklí.“

## Děj
Film sleduje příběhy několika obyvatel soudobého New Yorku, kteří řeší své sexuální a milostné vztahy, problémy a frustrace v undergroundovém klubu Shortbus. Klubu vévodí extravagantní hostitelka Justin Bond, která dění v něm glosuje: „Je to jako v šedesátých letech - jen míň nadějí.“
Hlavními postavami filmu jsou láskyplný a vždy pozitivní James a jeho psychicky nevyrovnaný partner Jamie se sebevražednými sklony, sexuální terapeutka Sophia, která nikdy nezažila orgasmus, a její skromný manžel Rob. Tyto dvě partnerské – heterosexuální a homosexuální – dvojice tvoří jádro, organicky propojené s dalšími postavami. Těmi jsou citově chladná Severin poskytující sado-maso služby jako prostitutka-domina, nadšeně fotografující zajímavosti kolem sebe na Polaroid, ale neschopná obyčejného mezilidského kontaktu; citlivý a křehký mladík Seth hledající partnera online, který se zamiluje do Jamese i Jamieho současně; voyer Caleb bydlící v domě naproti a posedlý sledováním Jamieho. V klubu se ale objeví třeba i starosta města New Yorku a další podivuhodné postavičky.
Film začíná hned explicitní sexuální scénou, prostřihávající detaily z heterosexuální soulouže Sophie a Roba s téměř akrobatickým autoerotickým výkonem Jamieho. Po tomto šokujícím odhalení těl pak nastupuje postupné odhalování charakterů. Každá z postav v průběhu filmu prochází důležitou životní proměnou a vše vrcholí při závěrečných scénách odehrávajících se během výpadku proudu. James nedokončil svou plánovanou sebevraždu díky zásahu Caleba. Vrátil se k Jamiemu a znovu začínají stavět svůj společný vztah. Severin, Rob a Ceth se osvobodili od svých vnitřních bloků a frustrací a Sophia dosáhla orgasmu.

## Obsazení
| Sook-Yin Lee               | Sophia Lin, terapeutka             |
| Paul Dawson                | James                              |
| Lindsay Beamish            | Severin                            |
| PJ DeBoy                   | Jamie                              |
| Raphael Barker             | Rob                                |
| Peter Stickles             | Caleb                              |
| Jay Brannan                | Ceth                               |
| Alan Mandell               | Starosta Tobias                    |
| Jan Hilmer a Shanti Carson | Nick a Leah                        |
| Justin Vivian Bond         | Justin Bond, hostitel/ka Shortbusu |
| The Hungry March Band      | The Hungry March Band              |

Pro obsazení postav byl vyhlášen otevřený konkurz pro herecké profesionály i amatéry. Ze zaslaných pěti set nahrávek tvůrci vybrali stovku na taneční party s líbací hrou „flaška“. O videonahrávkách se tajně hlasovalo a režisér nakonec vybral devět představitelů na dlouhodobé improvizační dílny.
Ve scéně skupinového sexu si zahrál i sám režisér.

## Distribuce

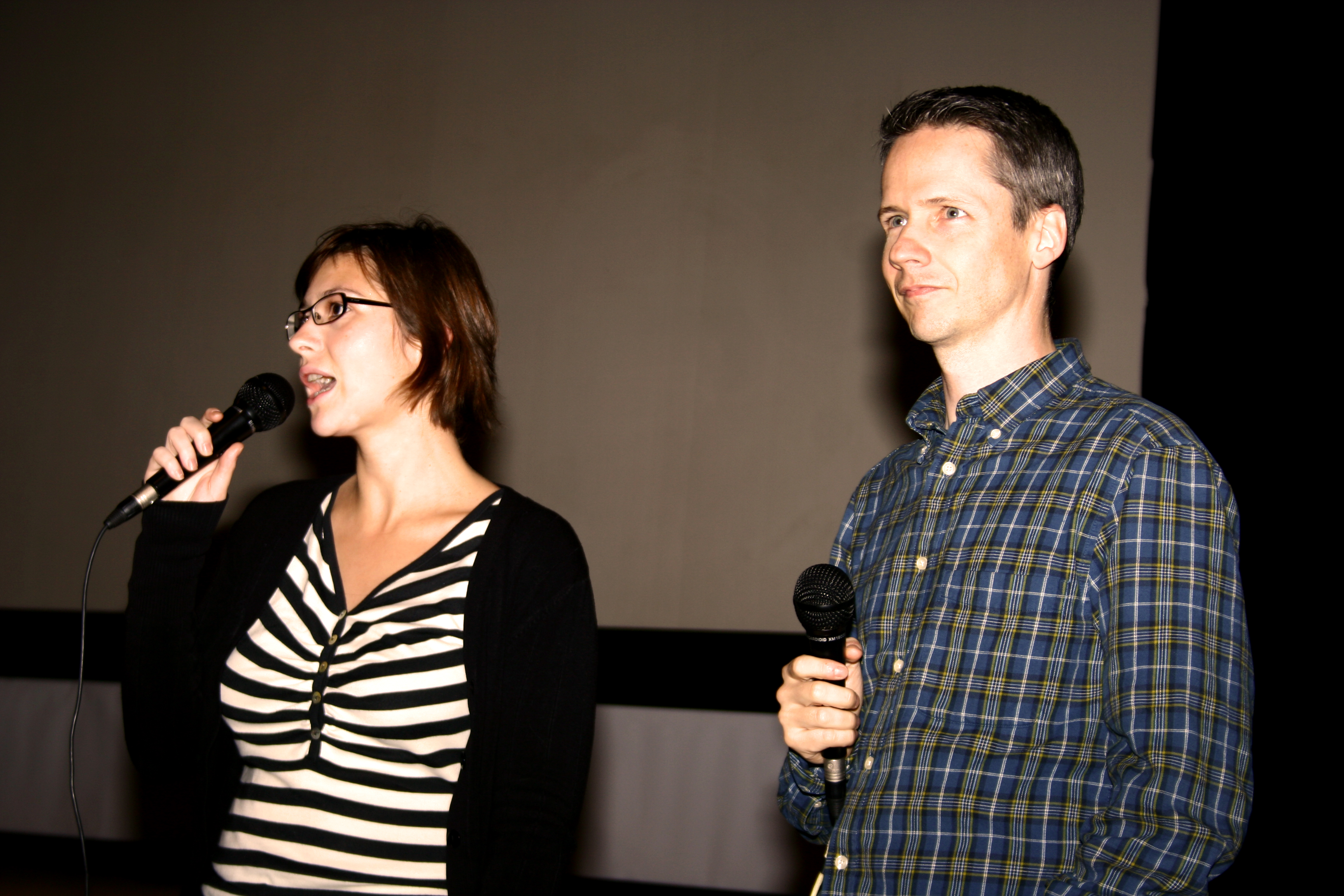
Režisér John Cameron Mitchell při uvedení filmu na festivalu Mezipatra 2006

Film byl poprvé uveden na filmovém festivalu v Cannes v květnu 2006. Severoamerickou premiéru měl 13. října téhož roku.
V Česku měl film svou předpremiéru na 7. gay a lesbickém filmovém festivalu Mezipatra v pražském kině Světozor 12. listopadu 2006. Do kinodistribuce jej uvedla společnost Aerofilms, která jeho projekce doplnila desetiminutovým animovaným předfilmem Karneval zvířat autorky Michaely Pavlátové na stejnojmennou hudbu Camilla Saint-Saënse. Krátký film vyhrál tehdejší ročník mezinárodního festivalu Anifest.
22. září 2009 a znovu o rok později vydal Shortbus na levném DVD jako přílohu deník Lidové noviny.

## Ocenění
Shortbus získal řadu nominací a ocenění, mimo jiné:
- Mezinárodní filmový festival v Athénách 2006: Cena publika[13][14]
- Filmový festival v Zurichu 2006: „Zlaté oko“ pro Nejlepší mezinárodní hraný film a Nejlepší nový hraný film[15][16]
- Mezinárodní filmový festival v Gijónu 2006: Nejlepší scénář (J. C. Mitchell) a Nejlepší umělecké vedení (Jody Asnes), nominován na hlavní cenu pro nejlepší hraný film[17][18]
- Glitter Awards 2007: Nejlepší herec (Paul Dawson)[19][20]
- Independent Spirit Awards 2007: Axium Producers Award – cena za produkci (Howard Gertler a Tim Perell, rovněž za film Pizza)[21][22]

## Hudba
Hudební doprovod je výraznou stránkou Mitchellových filmů. V případě Hedwig and the Angry Inch se jednalo přímo o muzikál. Shortbus mimo jiné propojuje hudbu s dějem filmu tím, že Jay Brannan hraje svou píseň Soda Shop na kytaru v jedné ze scén a závěrečná píseň In the End zazní v provedení Hungry March Band a osazenstva klubu Shortbus. Soundtrack k filmu vydala společnost Team Love Records 3. července 2007.
| Shortbus       | Shortbus                                 | Shortbus                            | Shortbus |
| Pořadí         | Název                                    | Autor                               | Délka    |
| -------------- | ---------------------------------------- | ----------------------------------- | -------- |
| 1.             | Upside Down                              | Scott Matthew                       | 3:18     |
| 2.             | If You Fall                              | Azure Ray                           | 3:03     |
| 3.             | Wizard's Sleeve                          | Yo La Tengo                         | 2:06     |
| 4.             | Animal Collective                        | Winter's Love                       | 4:55     |
| 5.             | Surgery                                  | Scott Matthew                       | 2:19     |
| 6.             | Beautiful                                | Lee & Leblanc                       | 2:41     |
| 7.             | It's Not Safe                            | Gentleman Reg                       | 3:46     |
| 8.             | Kids                                     | John Lamonica                       | 3:46     |
| 9.             | Language                                 | Scott Matthews                      | 2:51     |
| 10.            | Soda Shop                                | Jay Brannan                         | 3:06     |
| 11.            | Is You Is or Is You Ain't My Baby        | Anita O'Day                         | 4:24     |
| 12.            | Kolla Kolla                              | The Ark                             | 5:27     |
| 13.            | This House                               | Jasper James & The Jetset           | 3:02     |
| 14.            | This Piece of Poetry Is Meant to Do Harm | The Ark                             | 3:29     |
| 15.            | Boys of Melody                           | The Hidden Cameras                  | 5:02     |
| 16.            | Little Bird                              | Scott Matthew                       | 2:31     |
| 17.            | In the End                               | Justin Bond & The Hungry March Band | 8:40     |
| Celková délka: | Celková délka:                           | Celková délka:                      | 67:39    |